# Noto Calcio
Il Noto Calcio, meglio conosciuto come Noto è una società calcistica italiana con sede nella città di Noto, in provincia di Siracusa. Milita in Promozione, sesto livello del campionato italiano di calcio.
Fondata nel 1963 sulle ceneri della storica Unione Sportiva Notinese (fondata nel dopoguerra e scioltasi alla fine degli anni cinquanta) con il nome di Associazione Sportiva Netina, cambiò denominazione sociale nel 1980 a seguito della fusione con la Franco Mola, altra pietra miliare del calcio netino. Nel 2016 rinuncia ad iscriversi al campionato di Serie D per problemi economici dopo avervi militato per sei anni consecutivi, per poi scomparire nel 2019. Dal 2021 ad ereditare il calcio cittadino è il Noto Calcio, ripartendo dal campionato di Terza categoria.
Il colore rappresentativo del club è il granata, accostato, nei vari anni, al bianco, all'azzurro e al verde. Il suo simbolo è l'aquila coronata della città di Noto. A partire dal 2010, disputa le partite interne allo Stadio Giuseppe Rizza ubicato in contrada Zupparda, ed intitolato dal 2020 all’ex calciatore netino.

## Storia
Durante i primi anni del ventennio fascista, la presenza a Noto di rinomate scuole, di diverse famiglie nobiliari e di un moderno impianto sportivo fu sicuramente da impulso per la diffusione dello sport e, in particolare, del calcio. Finita la guerra, infatti, i giovani rampolli delle varie casate erano soliti riunirsi in circoli sportivi, dei quali il più noto fu l'Unione Sportiva Notinese. Mentre era già attecchito il ciclismo, è intorno alla seconda metà degli anni venti che nacquero le prime compagini calcistiche.

### Le prime sporadiche apparizioni e l'esordio nel campionato di guerra
Una compagine nota semplicemente come "Noto", fondata nei primi anni trenta, prese parte per la prima volta, nel 1933, ai campionati provinciali siciliani, a cui fecero seguito sporadiche partecipazioni ed un campionato ULIC.
Nel 1944 un'altra società, nota col nome di Società Sportiva Notinese prese parte al Campionato siciliano 1944-1945. L'esito fu disastroso: a causa di difficoltà economiche la compagine netina riuscì a disputare solo due partite, prima di ritirarsi ufficialmente il 18 febbraio 1945.

### Il secondo dopoguerra: l'Unione Sportiva Notinese
Dopo due anni senza calcio, nel 1946 l'Unione Sportiva Notinese, capeggiata dal patron Giovanni Di Lorenzo, viene iscritta al campionato di Prima Divisione Siciliana, venendo relegata nel Girone F. Pur non disputando una stagione positiva, la nuova compagine netina venne ripescata in Serie C per meriti sportivi e prese parte alla Lega Interregionale Sud. 
La formazione tipo della Notinese era così schierata:
Stella, Cirinnà, Abela, Magistro, Manfrè I, Scandurra, Carussio, Lantieri, Cultrera II, Manfrè III, Cultrera I)
La squadra, rivoluzionata, venne affidata all'allenatore-giocatore Giovannino Magistro, e vennero messi a segno diversi colpi al fine di mantenere la categoria. La Notinese, per la prima volta nella sua storia calcistica, ebbe modo di confrontarsi con squadre blasonate della Sicilia quali Catania (doppia vittoria dei rossazzurri sia all'andata il 28-12-1947 in terra etnea per 5-0 che al ritorno il 04-04-1948 per 3-0) e Messina (vittoria giallorossa all'andata per 5-0, e vittoria netina davanti al proprio pubblico al ritorno per 1-0). Ad uno strepitoso girone di andata, che vide la compagine azzurro-granata tener testa alle grandi del girone, ne seguì uno di ritorno a ritmi più bassi, che portò ad un tredicesimo posto finale.
A seguito della riforma dei campionati, non essendosi classificati entro la settima posizione, gli uomini di Magistro furono relegati nel neocostituito campionato di Promozione, in cui giocarono per i successivi quattro campionati, sfiorando più volte il ritorno nella terza serie nazionale. Con la costituzione della IV Serie il club si ritrovò a partecipare al massimo livello regionale per due anni fino al 1954, durante i quali il timone della società verrà passato ad Ugo Cordeschi prima, e al Principe di Villadorata Corrado Nicolaci dopo, e la compagine granata venne allenata dall'ex-milanista Attilio Kossovel. Una nuova retrocessione ed una crescente crisi finanziaria spinse i dirigenti a cambiare anche la denominazione sociale, che divenne Unione Sportiva Noto Ducezio, che giocò nei campionati regionali fino al 1959, anno in cui cessò l'attività sportiva, sfiorando, tuttavia, più volte la promozione nella massima serie regionale.

### La rifondazione del 1963
Rifondata nel 1963 con il nome di Netina nel 1968 ottenne la promozione in Serie D dove giocò per tre campionati. Fu retrocessa al termine della stagione 1970-1971, quindi iniziò un lento declino che portò il club a giocare nei campionati minori fino al 2009. In questo arco di tempo si sono alternate sei promozioni e cinque retrocessioni. Da registrare nel 1980 la fusione con il Franco Mola che portò anche l'ennesimo cambio di denominazione.

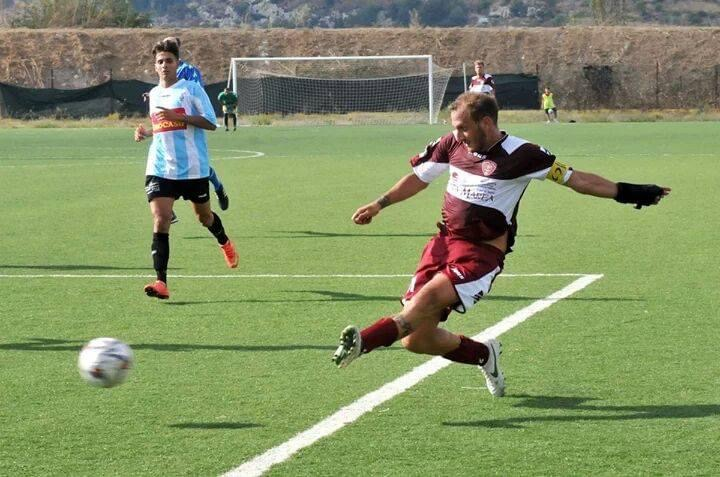
Giuseppe Rizza in azione con la maglia del Noto

### Gli anni del ritorno in Serie D
Negli anni duemila qualcosa di nuovo comincia a muoversi intorno all'USD Noto. Difatti, dopo essere sprofondati negli anni addietro fino ai campi polverosi di Seconda Categoria, nel giro di qualche anno si ritorna a calcare il campionato di Promozione nella stagione 2006-2007. Da lì la svolta. A presiedere la nuova dirigenza subentra Corrado Bonfanti (ex calciatore nonché dirigente) che l'anno successivo viene affiancato da Giovanni Musso. Il duo riesce non solo a far approdare nel campionato Regionale di Eccellenza il Noto vincendo anche la Coppa Sicilia, ma fa di meglio. Difatti, l'anno successivo si riesce a riportare i colori granata in Serie D a distanza di quasi 40 anni dall'ultima partecipazione. Esattamente, i netini dopo essersi classificati al termine del campionato al secondo posto, entrano in griglia play-off per accedere in Serie D. Nonostante perda la finale disputata contro la Fortis Trani, il Noto viene ripescato nel campionato della Lega Nazionale Dilettanti per la migliore classifica e piazzamento e così dopo quasi mezzo secolo si torna a calcare un campionato nazionale. Al termine della stagione dà l’addio dopo cinque anni in maglia granata il capitano netino di nascita Francesco Montalto, totalizzando nel complessivo 95 presenze. Al suo esordio, nella stagione 2010-2011, ottiene la salvezza nonostante una forte penalizzazione, miglior marcatore del club l’argentino Mauricio Villa con 21 reti.
Nella stagione 2013-2014 di Serie D, la squadra ottiene a campionato concluso la nona posizione. Durante gli anni in Serie D, il Noto ha avuto occasione di affrontare nobili decadute del calcio italiano, a causa dei fallimenti di quest'ultime, tra cui: ACR Messina, Cosenza Calcio, Reggina 1914 e Cavese.
Da questa stagione calcistica, il club viene attanagliato da una crisi economica, che ne condizionano i campionati seguenti, ottenendo nonostante tutto sempre la salvezza ed il mantenimento della categoria. 
Nella stagione 2015-2016, torna a giocare dopo quarantaquattro anni il derby contro il Siracusa, ottenendo all'andata (in un Palatucci stracolmo per l'occasione) uno storico pareggio per 2-2, ed una sconfitta al ritorno in casa degli azzurri per 2-0. Durante l'estate 2016 non riesce a completare l'iscrizione al campionato di serie D e ne viene escluso, interrompendo la striscia consecutiva di permanenza al campionato di Serie D durata sei anni.

### Declino, ripartenza e inattività
Il 25 agosto 2016 l'imprenditore priolese Salvatore Limer rileva la società di calcio e la iscrive al campionato di Prima Categoria, usufruendo dell ex lodo Petrucci per scongiurare il fallimento. La nuova proprietà, difatti ha permesso che tutto fosse possibile, facendosi carico dei 56.000 euro di debiti accumulati dal sodalizio granata, dei circa 20.000 euro della vertenza Betta, nonché dell’iscrizione al campionato (5.000 euro). Così facendo, si è riusciti a mantenere in vita gli oltre cinquant'anni di storia calcistica dell'USD Noto.
In campionato, si parte con sei punti di penalizzazione per via dei mancati versamenti avvenuti nella precedente stagione. La squadra fin da subito fatica ad uscire dalla zona a rischio, costando la panchina al tecnico Salomone, che viene sostituito da una vecchia conoscenza granata, mister Randazzo. Gradualmente, e grazie ai gol di Maieli e Campisi, il sodalizio netino riesce ad uscire fuori dalla zona play out, non riuscendo ad inserirsi per la lotta promozione, concludendo la stagione al nono posto.
Nella stagione 2017-2018, i granata dopo aver avuto un avvio decisamente in salita che comporta ben due esoneri di allenatori (prima Gozzo e dopo Parisi), con in panchina il tecnico Bonarrivo, viene scalata pian piano la classifica, raggiungendo l'obiettivo finale, quello di una salvezza tranquilla con due giornate di anticipo.
L'anno successivo, i granata si presentano ai nastri di partenza finalmente senza l'handicap dei punti di penalizzazioni. Riconfermato il tecnico Bonarrivo, la squadra, notevolmente rafforzata, punta ad un campionato di vertice.
Il 7 settembre 2019 il Noto sprofonda nuovamente in una crisi societaria, che causa la mancata iscrizione al campionato di Prima Categoria provocando due anni di inattività.

### Noto Calcio
Nell'ottobre 2021 viene fondato dopo due anni di inattività un nuovo club che eredita la tradizione calcistica cittadina, il Noto Football Club 2021, con maglia granata, che prende parte al campionato di Terza Categoria.
Al termine della stagione ottiene il ripescaggio in Seconda Categoria grazie all’accesso ai playoff. Miglior marcatore Daniele Listo con 17 reti.
Nella stagione 2022-2023 si classifica al terzo posto accedendo ai playoff promozione. Si conferma miglior marcatore Daniele Listo con 18 reti. Arrivato tuttavia in finale, il Noto perde contro il Palagonia per due reti a zero, mancando così la promozione in Prima Categoria. Nel mese di settembre viene ufficializzato il suo ripescaggio in Prima Categoria.
Il 15 luglio 2023 cambia denominazione in Noto Calcio.
Nella stagione 2023-2024 termina la stagione al secondo posto alle spalle dello Scordia. Vince i playoff del proprio girone accedendo alla finalissima contro il Serradifalco, perdendo ai calci di rigore 4-6 (tempi regolamentari 2-2) davanti a circa 400 tifosi netini. Nel mese di agosto ottiene il ripescaggio al campionato di Promozione, tornando a calcare a distanza di 15 anni (stagione 2008-2009) il sesto livello del campionato italiano.
Nella stagione 2024-2025 i granata si affidato all’esperienza del tecnico siracusano Danilo Gallo, che dopo un inizio altalenante, riesce a far trovare la giusta dimensione ai calciatori netini, per l’occasione partiti ai nastri di partenza come la rosa più giovane del campionato, con tantissimi under impiegati fra i titolari. Al termine della stagione il Noto ottiene il quinto posto in classifica, non riuscendo ad ottenere il pass per l’accesso ai play off solo per via di un distacco dal secondo posto superiore ai dieci punti. Da segnalare anche il cambio di presidenza, con il dimissionario Giudice sostituito da Corrado Di Lorenzo.

## Colori e simboli

### Colori
Il colore della maglia del Noto è il granata, e di questo colore sono la casacca, i calzoncini e calzettoni.
La casacca della seconda divisa è bianca, con calzoncini granata e calzettoni bianchi, ma a volte la maglietta è caratterizzata anche da una diagonale granata.

### Simboli ufficiali

#### Stemma
Il simbolo storico del Noto era composto da uno scudo granata in cui veniva rappresentata l'effigie comunale, un'aquila con al centro lo scudo sabaudo che con gli artigli regge un nastro rosso svolazzante su cui è scritta la data di fondazione (1963). Nella parte bassa dello scudo c'è inoltre un pallone da calcio.
Dopo due anni di inattività, il nuovo sodalizio granata nel 2021 adotta come logo la scritta N posta al centro del marchio, con su scritto nella parte superiore Noto e nella parte inferiore 2021, anno di fondazione del club.
Il 15 luglio 2023 il presidente Giudice annuncia il cambio di logo, con il ritorno alle origini adottando l’aquila con al centro la N di Noto. Inoltre viene ufficializzato il cambio di denominazione, riportando nello stemma la dicitura Noto Calcio.

## Strutture e tifoseria

### Stadio

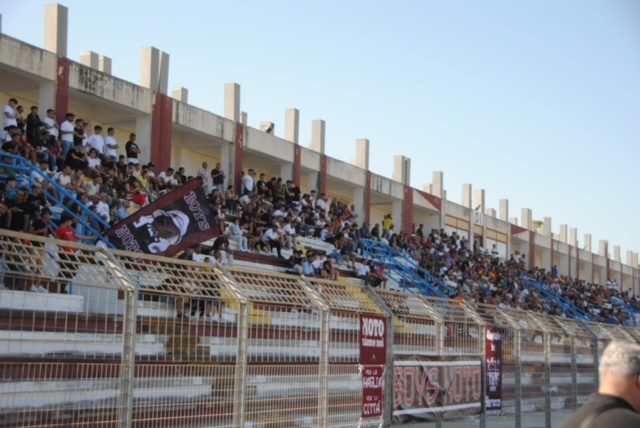
La tribuna centrale del Giuseppe Rizza

Il Noto gioca le partite casalinghe allo stadio Giuseppe Rizza, intitolato nel 2020 all’ex calciatore netino. In precedenza l’impianto fu intitolato a Giovanni Palatucci, poliziotto che fu decorato al valor civile durante la seconda guerra mondiale.
L’impianto ha una capienza complessiva di circa 3 000 spettatori, composta da un'ampia tribuna centrale scoperta e da una gradinata, quest’ultima adibita solitamente a settore ospiti con una capienza di circa 150 spettatori.

## Tifoseria

### Storia
Il principale gruppo ultras di Noto nasce nel 2005 durante il campionato di Prima Categoria.
Chiamato Ultras Noto 1963, prende posto inizialmente in Curva Sud, per poi spostarsi in gradinata, nel nuovo impianto (Stadio Palatucci) inaugurato nel 2010.
Altre fazioni formatesi furono Identità Netina, Fedelissimi Forza Noto, Quelli di sempre, Scappati di casa e NUOVE LEVE. Inoltre in ogni gara del Noto, sia in casa che in trasferta veniva esposto lo striscione Ciccio 5 Vive, in onore a Francesco Gargano storica bandiera del Noto Calcio, scomparso tragicamente.
Il 26 febbraio 2014 gli Ultras Noto 1963 con un comunicato ufficiale, annunciano dopo quasi 9 anni al fianco dell’US Noto, lo scioglimento del gruppo.
Nel 2022 viene fondato il gruppo Boys Noto che ad oggi rappresenta il tifo organizzato netino.
Il 4 agosto 2025 con un comunicato sorprendente nasce il gruppo ultras BSC KLAN che prenderà posto nel settore principale dello stadio e porta così a due i gruppi ultras netini sugli spalti.

### Gemellaggi e rivalità
La tifoseria netina ha una forte e lunga amicizia con quella calabra del Sambiase, con la curva Anna del Siracusa, Gela, Virtus Ispica, Akragas, Catanzaro, Juve Stabia, Caltagirone, Nola e Corigliano. 
La rivalità storica più sentita è con la tifoseria di Avola, comune limitrofo a 9 km da Noto.
Altra vecchia rivalità si ha con la tifoseria del Modica scaturita enormemente nel 2011 prima del match di serie D Noto-Modica. Quest'ultimi arrivati in massa nella città netina, esplosero alcune bombe carta ad alcuni passanti appena scesi dall'autobus in pieno centro storico. Sparsa la notizia, avvenne da parte degli ultras netini una vera caccia all’uomo, terminata poi in un lungo scontro tra le opposte fazioni, che costrinse gli ultras modicani a risalire nell'autobus e andare via senza supportare la propria squadra allo stadio. Furono refertati e accompagnati in ospedale numerosi tifosi ospiti, e successivamente emanati 27 daspo.
Altre rivalità più o meno accese sono con le tifoserie di Acireale, Savoia, Leonzio, Sancataldese Ragusa, Rossanese e Scoglitti.

## Società
Inquadrata come una associazione sportiva dilettantistica, il capitale azionario del Noto è controllato dall'Avvocato netino Angelo Giudice.
La matricola storica del club è stata la n.68230, in essere dal 1963. La sede sociale del club è ubicata in c/da Zupparda, all'interno dello stadio Giovanni Palatucci. Inoltre all'interno della palazzina, vi sono una sala adibita a conferenza, alcuni uffici per la gestione amministrativa del club, e un magazzino.
| Anni      | Matricola                    | Denominazione                |
| --------- | ---------------------------- | ---------------------------- |
| 1933-1944 |                              | Noto                         |
| 1944-1945 |                              | Società Sportiva Notinese    |
| 1946-1955 |                              | Unione Sportiva Notinese     |
| 1955-1959 | Unione Sportiva Noto Ducezio |                              |
| 1960-1961 |                              | Mignosi Noto                 |
| 1963-1980 |                              | Associazione Sportiva Netina |
| 1980-2019 | 68230                        | Unione Sportiva Noto         |
| 2021-2023 | 954299                       | Noto Football Club 2021      |
| 2023-     | 954299                       | Noto Calcio                  |

### Organigramma societario
Di seguito l'organigramma della società.
- Angelo Giudice - Presidente
- Massimo Civello - Direttore generale
- Paola Sgandurra - Segretaria
- Daniele Pagano - Consigliere
- Corrado Caruso - Hospitality ed eventi
- Nunzio Giudice - Responsabile logistica e magazzino
- Salvatore La Marca - Addetto fotografia e riprese video
- Paolo Tringali - Responsabile area tecnica e team manager
- Samuele Carbè - Direttore sportivo
- Franco Mollica - Responsabile settore giovanile

### Sponsor
Di seguito l'elenco dei fornitori tecnici e degli sponsor ufficiali del Noto.
| Cronologia degli sponsor tecnici - 2000-2004 Lotto - 2004-2006 Asics - 2006-2013 Sportika - 2014-2016 Givova - 2016-2017 Max - 2017-2019 Givova - 2021-2022 Max - 2022-2023 Sportika - 2023-2025 Zeus | Cronologia degli sponsor ufficiali - 2008-2012 TIMCO - 2012-2013 Di Leonforte giocattoli - 2013-2014 Casto - 2014-2015 Alta Marea - 2015-2016 Arreditalia/Mavic - 2016-2018 Fonte Alpina Maniva - 2018-2019 ABCD Srls - 2022-2023 Zisola - 2023-2024 Zisola/Carnevale/Uniform - 2024-2025 Zisola/Diamond Car Wash/BigMat |

### Sezione Calcio a 5
A partire dalla stagione 2022-2023, la società costituisce la propria sezione calcio a 5. Nella stagione 2024-2025 vince la Coppa Trinacria di Serie D ottenendo il salto di categoria.
Attualmente partecipa al campionato di serie C2, quinto livello del Campionato italiano di calcio a 5.

## Allenatori e presidenti
- 1933-1946 ...
- 1947-1949  Giovanni Magistro
- 1950-1952  Attilio Kossovel
- 1952-1956 ...
- 1957-1958  Sergio Ballarin
 Salvatore Lombardo
- 1959-1965 ...
- 1966-1967  Dandolo Flumini
- 1967-1968  Vittorio Corrao
- 1968-1969  Eliseo Lodi
- 1969-1970  Ettore Trevisan
- 1970-1971  Franco Di Pietro
 Ernesto D'Angelo
- 1971-1972  Paolo Confalonieri
- 1972-1973  Fabrizio Sarto
- 1973-1974  Franco Mallia
- 1974-1987
- 1987-1990  Salvino Lanteri
- 1992-1993  Antonio Scala
- 1993-1994 ...
- 1995-1996  Francesco Ursino
- 1996-1997  Salvatore Musso
- 1997-1998  Virgilio Sarto
- 1999-2004 ...
- 2005-2006  Giuseppe Pirri
 Salvatore Orlando
- 2006-2007  Graziano Zani
- 2007-2008  Carmelo Giglio
 Graziano Zani
- 2008-2010  Giancarlo Betta
- 2010-2011  Giancarlo Betta
 Angelo Galfano
- 2011-2012  Angelo Lombardo
 Mario Di Nola
- 2012-2013  Angelo Galfano
 Giancarlo Betta
- 2013-2014  Giancarlo Betta
- 2014-2015  Fabio Di Sole
 Giuseppe Romano
- 2015-2016  Gaspare Cacciola
 Giuseppe Romano
 Gaspare Cacciola
- 2016-2017  Paolo Salomone
 Andrea Randazzo
- 2017-2018  Antonio Gozzo
 Enzo Parisi
 Nicola Bonarrivo
- 2018-2019  Nicola Bonarrivo
- 2021-2023  Paolo Tringali
- 2023-2024  Paolo Tringali 
 Rosario Monaca
- 2024-2025  Danilo Gallo

- 1946-1954  Giovanni Di Lorenzo
- 1954-1955  Ugo Cardeschi
- 1955-1959  Corrado Nicolaci Principe di Villadorata
- 1963-1967  Giovanni Tropiano
- 1968-1971  Giovanni Lo Presti
- 1971-1972  Salvatore Adamo
- 1972-1974  Giuseppe Rametta
- 1974-1977  Corrado Lo Monte
- 1980-1988  Lino Delia
- 1988-1999  Giuseppe Finocchiaro
- 2000-2006  Corrado Valvo
- 2006-2007  Corrado Bonfanti
- 2007-2010  Giovanni Musso/Corrado Bonfanti
- 2010-2013  Giovanni Musso
- 2013-2014  Enzo Maria Storaci
- 2014  Vincenzo Dejean
- 2014-2016  Graziano Zani
- 2016  Armando Albanese
- 2016-2019  Salvatore Limer
- 2021-2022  Giuseppe Finocchiaro
- 2022-2024  Angelo Giudice
- 2024-oggi  Corrado Di Lorenzo

## Calciatori
Tra i calciatori netini più rappresentativi nel panorama calcistico italiano, vi è Giuseppe Rizza. Cresciuto nelle giovanili della Juventus, il classe 1987 ha calcato per circa un decennio i campionati professionistici con le maglie di Juve Stabia, Livorno (7 presenze in serie B), Arezzo, Pergocrema e Nocerina, prima di far rientro nella sua Noto nel biennio 2014-2016 in serie D. Giuseppe Rizza morirà all’età di 33 anni il 6 luglio 2020 a causa delle conseguenze di un'emorragia cerebrale che lo aveva colpito alcune settimane prima. A lui la città di Noto ha dedicato lo stadio, ed il Memorial Peppino Rizza, che si disputa annualmente dal 2020.
Di seguito la cronologia dei capitani che si sono susseguiti negli anni:
- ... (1933-1986)
- Francesco Gargano (1986-1996)
- Corrado Iacono (1996-1997)
- Salvatore Argentino (1997-2000)
- Samuele Ucciardo (2003-2005)
- Balduino Ferlisi (2005-2006)
- Enrico Fazzino (2006-2009)
- Antonino Nastasi (2009-2010)
- Francesco Montalto (2010-2014)[21]
- Giuseppe Rizza (2014-2015)
- Gabriele Ferla (2015-2016)
- Lino Maieli (2016-2017)
- Carlo Fichera (2017-2018)
- Giuseppe Di Pasquale (2018-2019)
- Samuele Carbè (2021-2023)
- Francesco Giarratana (2023-2025)

## Palmarès

### Competizioni regionali
- Promozione: 1

2008-2009
- Coppa Italia Promozione Sicilia: 1

2008-2009
- Prima Categoria: 3

1967-1968, 1990-1991, 2005-2006
- Seconda Categoria: 3

1964-1965, 1981-1982, 1988-1989

## Statistiche e record

### Partecipazione ai campionati

#### Campionati nazionali
| Livello | Categoria  | Partecipazioni | Debutto   | Ultima stagione | Totale |
| ------- | ---------- | -------------- | --------- | --------------- | ------ |
| 2º      | Serie C    | 1              | 1947-1948 | 1947-1948       | 1      |
| 4º      | Promozione | 4              | 1948-1949 | 1951-1952       | 9      |
| 4º      | Serie D    | 5              | 1968-1969 | 2015-2016       | 9      |
| 5º      | Serie D    | 4              | 2010-2011 | 2013-2014       | 4      |

#### Campionati regionali
| Livello | Categoria            | Partecipazioni | Debutto   | Ultima stagione | Totale |
| ------- | -------------------- | -------------- | --------- | --------------- | ------ |
| I       | Prima Divisione      | 4              | 1955-1956 | 1958-1959       | 12     |
| I       | Promozione           | 5              | 1952-1953 | 1973-1974       | 12     |
| I       | Prima Categoria      | 3              | 1965-1966 | 1967-1968       | 12     |
| I       | Eccellenza           | 1              | 2009-2010 | 2009-2010       | 12     |
| II      | Seconda Divisione    | 2              | 1934-1935 | 1938-1939       | 16     |
| II      | Promozione           | 8              | 1991-1992 | 2024-2025       | 16     |
| II      | Seconda Categoria    | 6              | 1963-1964 | 1981-1982       | 16     |
| III     | Prima Categoria      | 19             | 1974-1975 | 2023-2024       | 19     |
| IV      | Seconda Categoria    | 10             | 1985-1986 | 2022-2023       | 10     |
| V       | Terza Categoria      | 1              | 2021-2022 | 2021-2022       | 1      |
| /       | Campionato Siciliano | 1              | 1944-1945 | 1944-1945       | 1      |

### Statistiche di squadra
Il Noto nel corso della sua storia, ha avuto modo di confrontarsi con diversi club di rilievo. Il club maggiormente blasonato, sicuramente è il Catania, affrontato nella stagione 1947-1948 unica apparizione dei granata in Serie C (2 volte con doppia sconfitta, 5-0 al Cibali e 0-3 in casa). Si ricordano anche il derby della provincia con il Siracusa (8 volte), o altri club quali Messina (8 volte), Trapani (4 volte), Reggina (4 volte) ed il Cosenza (2 volte).

### Statistiche individuali
Di seguito i primatisti di presenze e reti in gare ufficiali.
| Record di presenze - 177 Francesco Gargano (1986-1996) - 95 Francesco Montalto (2010-2015) - 91 Antonino Nastasi (2006-2010) - 83 Enrico Fazzino (2011-2014) - 79 Gabriele Ferla (2013-2016) - 70 Daniele Listo (2021-) - 57 Antonio Butera (2014-2016) - 50 Lino Maieli (2008-2009; 2016-2017) - 50 Gianluca Filicetti (2009-2011) - 50 Mario Fontanella (2011-2013) | Record di reti - 43 Daniele Listo (2021-) - 25 Giuseppe Savanarola (2009-2011) - 21 Mauricio Villa (2011-2012) - 20 Mario Fontanella (2011-2013) - 18 Lino Maieli (2008-2009; 2016-2017) - 17 Giuseppe Carbonaro (2009-2011) - 16 Gianluca Filicetti (2009-2011) - 13 Michel Scalora (2017-2019) - 13 Salvatore Cocuzza (2014-2015) - 12 Nicolás Sánchez Vieytes (2024-) - 12 Jaime Leon Merito (2014-2015) |